# Lepyrodon parvulus
Lepyrodon parvulus är en bladmossart som beskrevs av Mitten 1869. Lepyrodon parvulus ingår i släktet Lepyrodon och familjen Lepyrodontaceae. Inga underarter finns listade i Catalogue of Life.